# Половинный Лог
Половинный Лог (бел. Палавінны Лог) — деревня в составе Полыковичского сельсовета Могилёвского района Могилёвской области Республики Беларусь. Расположена в 4 километрах на северо-восток от Могилёва. На юге от деревни протекает река Днепр.
На востоке от деревни находится Нижнеполовиннологское месторождение песка.

## История
Известна с XIX века. По переписи 1897 году околица, 28 дворов и 159 жителей. В 1909 году здесь 9 дворов и 56 жителей, кирпичный завод, рядом одноимённый хутор с 39 жителями. В 1918 году открыта школа в которой в 1925 году обучалось 52 ученика. В 1929 году организован колхоз имени В. И. Ленина, который в 1933 году объединял 28 хозяйств. Во время Великой Отечественной войны с июля 1941 года по 27 июня 1944 года деревня была оккупирована немецкими войсками. В сентябре 1942 года немцами деревня была сожжена, убито 14 жителей. В боях за освобождение деревни отличился командир отделения разведки сержант Иван Романов, Герой Советского Союза. В 1990 году здесь было 150 дворов и 445 жителей, относилась к колхозу «Коминтерн» (центр в деревне Николаевка 2). Здесь размещалась производственная бригада, комплек крупного рогатого скота, начальная школа, магазин.